# Lemmo Lemmi
João Paulo Lemmo Lemmi, mais conhecido por sua personagem Voltolino (São Paulo, 13 de julho de 1884 — São Paulo, 22 de agosto de 1926), foi um caricaturista, ilustrador e desenhista brasileiro.

## Biografia

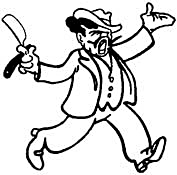
Caricatura de Juó Bananère, personagem do escritor Alexandre Ribeiro Marcondes Machado.

Foi caricaturista durante sete anos (1911-1917) do tabloide literário O Pirralho, fundado em São Paulo por Oswald de Andrade.
Ilustrou o livro de Monteiro Lobato "Narizinho Arrebitado", de 1921, adotado como livro de apoio pedagógico pelas escolas públicas estaduais de São Paulo.

## Leituras adicionais
- BELLUZZO, Ana Maria - Voltolino e as raízes do Modernismo. São Paulo: Marco Zero, 1992